# Ozothamnus occidentalis
Ozothamnus occidentalis là một loài thực vật có hoa trong họ Cúc. Loài này được Anderb. mô tả khoa học đầu tiên năm 1991.